# Italia. Una storia d'amore
Italia. Una storia d’amore è il quinto romanzo di Piero Meldini. È stato pubblicato dalla casa editrice Mondadori nel 2012.

## La trama
Due anziani signori siedono a un tavolino all’aperto di un caffè di Bologna. È l’aprile del 1915, vigilia dell’entrata in guerra dell’Italia, e la città, affollata da studenti universitari, è attraversata da cortei interventisti. In questo clima euforico ed esaltato uno dei due signori, di nome Achille, comincia a raccontare all’altro una vicenda di quarant’anni prima, quand’era poco più che ventenne: l’incontro, in un treno semivuoto di fine luglio, con una giovane donna molto bella, vestita con eleganza e di buone maniere. La donna, che dice di chiamarsi Elvira, è diretta ad Ancona, dove l’aspetta il marito. Achille convince Elvira a compiere una piccola follia. I due giovani scendono alla stazione di Rimini e trascorrono insieme – muovendosi tra il Kursaal e una pensioncina affacciata sul mare – una lunga giornata e una notte ancora più lunga. I due non si rivedranno più, ma l’incontro segnerà per sempre Achille e forse entrambi.